# Бюкинг, Хьюго
Хьюго Бюкинг (нем. Hugo Bücking, полное имя Ferdinand Carl Bertran Hugo Bücking; 1851–1932) — немецкий геолог и минералог.

## Биография

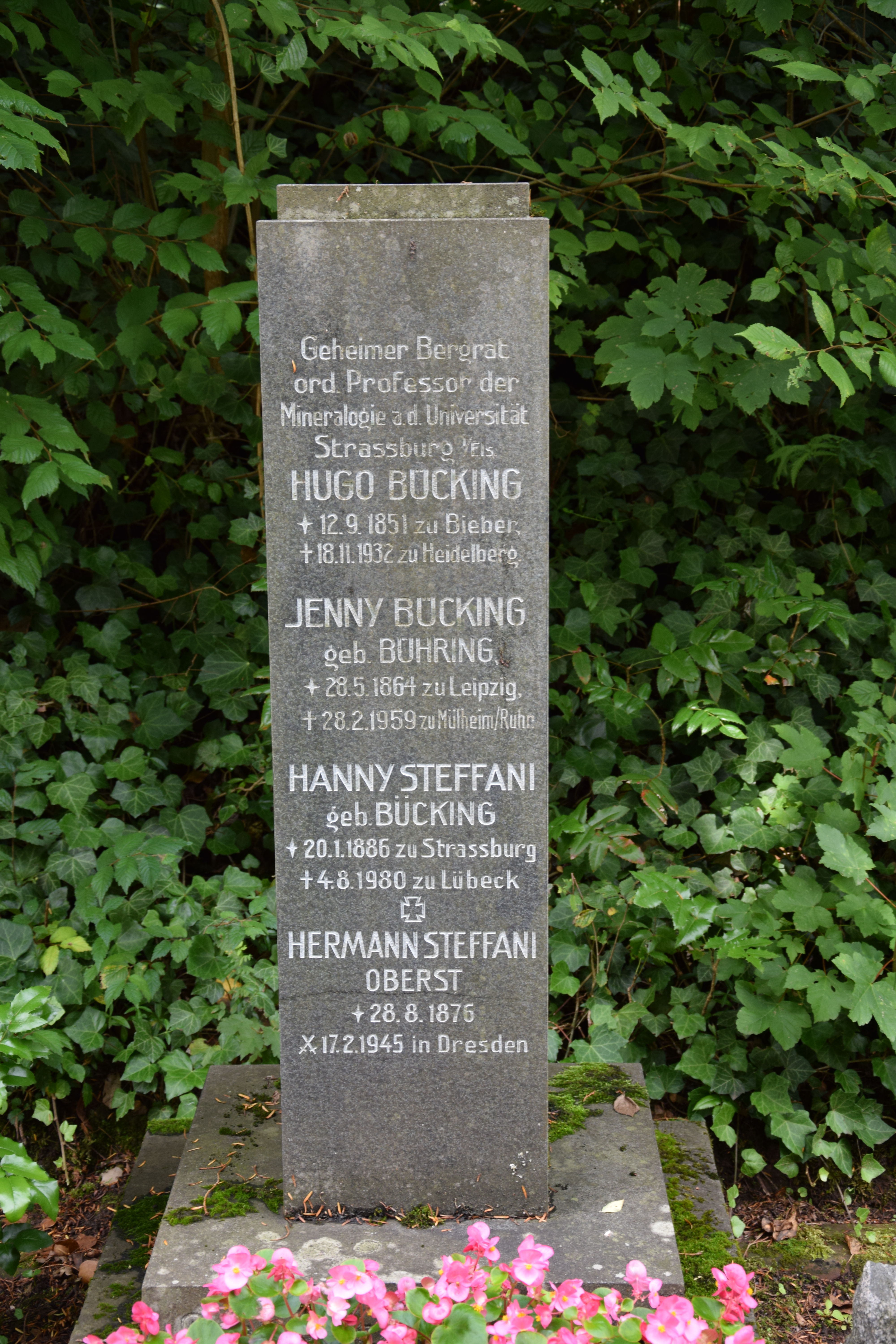
Могила Хьюго Бюкинга

Родился  12 сентября 1851 года в немецком шахтёрском городке Бибергемюнд в Шпессарте в семье чиновника.
Во время учебы в Лейпцигском университете являлся членом братства Landsmannschaft Grimensia Leipzig. В 1874 году в Университете Марбурга получил степень доктора философии (Ph.D.); затем, после работы в Страсбурге ассистентом у Пауля Грота, получил в 1879 году степень магистра в Берлинском университете. С 1879 по 1881 год работал в Прусском геологическом институте (Preußischen Geologischen Landesanstalt).
В 1881 году Бюкинг стал доцентом в Кильском университете. В 1882 году он был профессором минералогии и геологии, а также директором Минералогического музея Института минералогии в Кильском университете. В 1883 году он стал директором Геологического института Эльзас-Лотарингии и профессором минералогии в Страсбургском университете, сменив на этом посту своего учителя Пауля Грота.
Так как Эльзас после Первой мировой войны стал французским, Бюкинг вынужден был оставить свою должность в 1919 году; его сменил Жорж Фридель.
Хьюго Бюкинг продолжил работать в Гейдельбергском университете, где стал почетным профессором и членом-корреспондентом физико-математического класса Гейдельбергской академии наук. Получил титул тайного советника.
Немецкий учёный являлся членом (с 1878 года) и почетным членом (с 1930 года) Верхне-Рейнской геологической ассоциации (Oberrheinischer Geologischer Verein), состоял членом Королевской прусской академии наук в Берлине.
Умер 18 ноября 1932 года в Гейдельберге.